# Râul Vendée
Vendée este un râu în vestul Franței. Izvorăște din departamentul Deux-Sèvres lânga localitatea Saint-Paul-en-Gâtine, din Platoul Gâtine. Are o lungime de 81 km, un debit mediu de 4 m³/s și un bazin colector de 675 km². Se varsă în râul Sèvre niortaise la L'Île-d'Elle, Vendée. 